# (9744) Nielsen
(9744) Nielsen (1988 JW) – planetoida z pasa głównego asteroid okrążająca Słońce w ciągu 4,23 lat w średniej odległości 2,61 j.a. Odkryta 9 maja 1988 roku.